# Walter Marcard

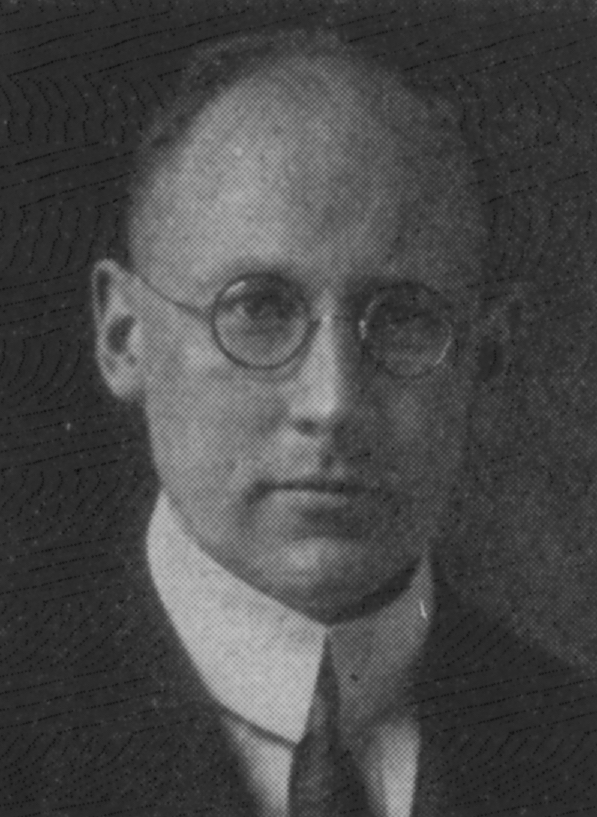
Walter Marcard

Georg Eduard Walter Marcard (* 8. März 1891 in Danzig; † 15. Januar 1947 in Samlitz) war ein deutscher Ingenieur und Hochschullehrer. 

## Leben
Nach dem Abitur im Jahr 1909 in Königsberg (Ostpreußen) studierte Marcard in Berlin und machte 1914 seinen Abschluss als Diplom-Ingenieur. Im Folgejahr (1915) wurde er Marinebauführer des Schiffsmaschinenbaues, 1917 Marine-Baumeister und 1919 Betriebsleiter in Bad Sachsa.
Im Jahr 1920 wurde Marcard Assistent für Verbrennungstechnik an der Technischen Hochschule Berlin und 1921 Abteilungsleiter bei Lurgi in Frankfurt am Main. 1922 wurde er Marine-Baurat und 1923 in Berlin zum Dr.-Ing. promoviert. 1924 kam Marcard zur Röhrendampfkesselfabrik „L. & C. Steinmüller“ in Gummersbach.
Im Jahr 1929 wurde er Honorarprofessor an der Technischen Hochschule Hannover mit Lehrauftrag für Dampfkesselwesen. Am 27. Januar 1940 beantragte er die Aufnahme in die NSDAP und wurde zum 1. Februar desselben Jahres aufgenommen (Mitgliedsnummer 7.482.134). 1941 wurde er zum außerplanmäßigen Professor ernannt und 1941 Marine-Oberbaurat.

## Ehrungen
Im Jahr 1938 erhielt Marcard die Chatellier-Plakette des 6. französischen Kongresses für Heizung und Lüftung in Paris.